# Tschugg
Tschugg es una comuna suiza situada en el cantón de Berna. Tiene una población estimada, a fines de 2021, de 472 habitantes.
Está ubicada en el distrito administrativo del Seeland.
Limita al norte y al oeste con la comuna de Gals, al este con Erlach, al sureste con Ins, y al sur con Gampelen.
Hasta el 31 de diciembre de 2009 estaba situada en el distrito de Erlach.

## Transporte
- Bus hacia Ins, Erlach, Lüscherz y Le Landeron